# Magnus af Sandeberg
Magnus David Gunnar af Sandeberg (* 9. August 1983) ist ein schwedischer Schauspieler.

## Leben und Karriere
Af Sandeberg absolvierte ein Schauspielstudium an der University of California. Sein Debüt gab er 2018 in der Fernsehserie Systerkoden. Außerdem wirkte er 2020 in dem Film Beck – Utom rimligt tvivel mit. 2022 trat er in der Serie Made in Finland auf. Unter anderem wurde af Sandeberg für den Film Sockerexperimentet gecastet. Im selben Jahr bekam er eine Rolle in Drama Kings. Sein Schaffen für Film und Fernsehen umfasst mehr als 40 Produktionen.
Af Sandeberg ist auch im Theater aktiv und war in den Stücken Romeo & Julia, Frailty of Man und Parsifal zu sehen.

## Filmografie (Auswahl)
Filme
- 2020: Beck – Utom rimligt tvivel
- 2023: Sockerexperimentet
- 2023: Drama Kings

Serien
- 2018: Systerkoden
- 2022: Made in Finland